# SET-7K
SET-7K a fost un avion biplan, biloc, de observație și legătură, produs în România de Societatea pentru exploatări tehnice.

## Istoric
Avionul SET-7K a fost dezvoltat din modelul SET-7, care era un avion de antrenament. Prin echiparea cu un motor mai puternic și dotarea cu armament s-a obținut un avion operativ pentru Forțele Aeriene Regale ale României. Între anii 1934 și 1938 s-a fabricat o serie de 60 de avioane.

## Descriere
Avionul era un biplan cu două locuri în tandem. Întreaga structură era metalică, din oțel aliat CrMo. Avionul avea capota motorului din duraluminiu restul fiind împânzit. Trenul de aterizare era format din roți standard de 700 x 125 mm prevăzute cu frâne și avea amortizoare oleopneumatice. Motorizarea era cu motorul radial IAR-7K, de 420 CP. Avionul era echipat cu radio, cameră foto și faruri pentru aterizare, putând executa zboruri de noapte. Armamentul diferea în funcție de variantă.

### Variante
SET-7K
Era echipat cu o mitralieră Lewis (en) montată într-o turelă „Grossu-IAR” și acționată de observator. Din această variantă s-au produs 20 de bucăți, livrate până în august 1936.
SET-7KB
La carenajul motorului s-a renunțat la inelul colector și s-au prevăzut voleți reglabili în timpul zborului. Era echipat cu o mitralieră Lewis montată într-o turelă „Grossu-IAR” acționată de observator și cu o mitralieră Vickers  amplasată sub capotă, în partea dreaptă, cu tragere prin discul elicei. Sub planul inferior se puteau monta până la 6 lansatoare de bombe de tip Barbieri. Din această variantă s-au produs 20 de bucăți, livrate până în septembrie 1937.
SET-7KD („divizionar”)
Datorită performanțelor relativ modeste, avionul a fost folosit ca avion de legătură. În acest scop s-a renunțat la mitraliera Vickers și la lansatoarele de bombe. Din această variantă s-au produs 20 de bucăți, livrate până în decembrie 1938.

## Caracteristici SET 7K
Echipaj: 1 pilot + 1 observator
Caracteristici tehnice:
- Lungime: 7,150 m
- Anvergură plan superior: 9,800 m
- Anvergură plan inferior: 9,580 m
- Diedru plan superior: 0°
- Diedru plan inferior: 1° 30'
- Înălțime: 3,150 m
- Suprafață portantă: 26,6 m2
- Masă (gol): 930–1010 kg
- Masă (gata de zbor): 1560–1780 kg
- Motor: 1 x IAR-7K (licență Gnome-Rhône 7K) de 420 CP (309 kW)

Performanțe:
- Viteză maximă: 255 km/h
- Viteză minimă: 92 km/h
- Timp de urcare la 5000 m: 19 min 41 s
- Plafon de zbor: 7500 m